# جغرافیای تاریخی یونان
سرزمینی که تمدّن یونان در آن به وجود آمد، از یونان خاص و جزایر ایونی تشکیل شده، شامل یونان شمالی، مرکزی و جنوبی(پلوپونز) و همچنین جزایری که در سواحل شمالی(تراس) و شرقی(آسیای صغیر) دریای اژه قرار دارند می‌باشد.

## یونان جنوبی(پلوپونز)

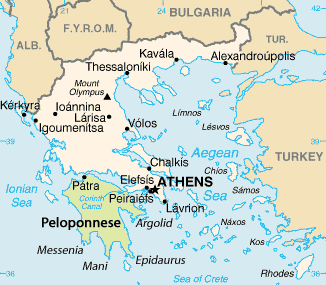
پلوپونز

از یک فلات مرکزی تشکیل یافته که آرکادی نام داشت و ناحیهٔ سخت و نامساعدی بود که از جنگل‌های بلوط پوشیده می‌شد، درّه‌های مرتفع مانع وحدت سیاسی کشور بودند و فقط در جنوب شرقی، در ناحیهٔ تقریباً مسطّحی، بلاد معتبری مانند مانتی‌نه و تژه به وجود آمد. در اطراف فلات مرکزی بخصوص در شمال شرقی و مشرق رشته کوه‌هایی وجود دارد که اغلب ایّام سال پوشیده از برف می‌باشند و رودخانه‌های این قسمت از پرتگاه‌ها و درّه‌های مخوف گذشته و به دریا می‌ریزند.
در بین دامنه‌های بزرگی که در اطراف فلات مرکزی قرار دارند دامنه‌های جنوبی، یعنی دامنهٔ مسنی(درّهٔ پامیزوس) و دامنهٔ لاکونی(درّه اوروتاس) به‌وسیلهٔ رشته جبال مرتفعی موسوم به تاژت نظیر کوه‌های آلپ از یکدیگر جدا شده‌اند. این دو ناحیهٔ بخصوص مسنی بسیار مستعد و حاصلخیز می‌باشند ولی رشته کوهی که در مسنی واقع شده آن را به دو قسمت تقسیم کرده و به همین دلیل ایجاد حکومت واحد در آن سرزمین می‌بوده در صورتی که لاکونی بعلّت نداشتن موانع طبیعی با ایجاد شهرهای در مرکز مانند آمیکله و بعدها اسپارت نائل شد.
دامنهٔ شرقی، یعنی آرگولید، بعکس دامنه‌های جنوبی به چند منطقه تقسیم شده، دارای بنادر ممتازی بود که تمدّن مادی مشرق در آن‌ها رواج فراوان داشت و همین امر سبب شد که بندر می‌سن و شهرهای مجاور آن، تیرنت نه تنها در میان شهرهای ناحیهٔ آرگولید بلکه در تمام سرزمین پلوپونز مقام مهمّی را احراز کنند.
دامنهٔ شمالی چندان اهمیّتی نداشت و قطعهٔ باریکی از خشکی بود که در کنارهٔ دریا واقع شده و اغلب در معرض خطر سیلاب‌هایی که از کوه‌های آرکاری شمالی جاری می‌شدند قرار می‌گرفت. این قسمت بعدها به آکائی موسوم شد و آخرین پناهگاه یکدسته از اقوام آکئی که در طلب مسکن مناسبی بودند محسوب گردید.
الید یعنی دامنهٔ غربی که اهمیّت بیشتری داشته، در واقع از درّهٔ دو رودخانهٔ پنه و آلفه تشکیل شده بود و چون از ناحیهٔ مرکزی اژه فاصلهٔ زیادی داشت نقش مهمّی در تاریخ انجام نداد. شهرت و اعتبار الید بیشتر برای معروفیّت المپی جنگل مقدّس مخصوص زئوس المپی بود که هر چهار سال یکبار بازی‌های المپی در آن حدود انجام می‌گرفت. این بازی‌ها بنا به روایت قدیم از ابتکارهای پلوپس پادشاه داستانی می‌سن و پلوپونز بود که در دورهٔ بعد شکوه و جلوهٔ خاصّی به خود گرفت.
جزیرهٔ سی‌تر که امروز جزو جزایر ایونی محسوب می‌شود، در آن موقع وابسته به لاکونی بود و در زمان آکئی‌ها به مناسبت تأسیساتی که فنیقی‌ها در آن داشتند، اهمیّت بسزایی داشت ولی بعدها به تصرّف اسپارت درآمد و شهرت خود را از دست داد. جزیرهٔ زانست نیز که از جزایر ایونی است و در سواحل الید واقع شده جزو لاکونی محسوب می‌شد.

## یونان مرکزی

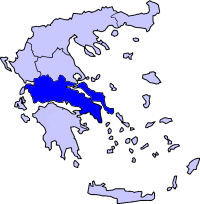
یونان مرکزی

به‌وسیلهٔ دو خلیج کرنت و سارونیک از پلوپونز جدا شده؛ خلیج کرنت مقدار زیادی در خاک پیش رفته و بعلّت وضع کوهستانی خود دفاع پلوپونز را بسیار تسهیل می‌کرد، در شمال یونان میانه، خلیج‌های آرتا و مالیاک قرار گرفته و به این ترتیب ناحیهٔ مرکزی یونان قطعه خاک باریک و کوهستانی است که بعلّت وضع جغرافیایی ایجاد وحدت سیاسی میان نواحی مختلف آن بسیار دشوار بود و به همین مناسبت در دورهٔ آکئی‌ها بقسمت‌های متعدّد و مستقل تقسیم می‌شد، چنانکه آتیک که بعدها به صورت واحدی درآمد به چندین بخش مستقل قسمت شده بود و از میان آن‌ها آتن و الوزیس که در نواحی مسطّح و جلگه‌ای قرار داشت بتدریج قدرت و شهرت بیشتری بدست آوردند. جزایر سالامین و اژین واقع در خلیج سارونیک، مقابل این دو شهر واقع شده‌اند، آتیک دارای آب و هوایی مساعد ولی با استعداد حاصل‌خیزی کم بود.
رشته جبال سیترون میان آتیک و دولت مقتدر تب قرار داشت که از اتّحاد تب و اورکومن کشور تاریخی بئوسی به وجود آمد. بئوسی ناحیه‌ای حاصل‌خیز بود و ماهی‌گیری نیز به زندگی اهالی کمک شایانی می‌کرد. وضع کوه‌های آن نظیر کوه‌های آرکاری بود، چنانچه افسانه‌هایی دربارهٔ آن‌ها به وجود آمد و مردم عقیده داشتند که سرزمین اموات در کوه‌های ناحیهٔ اورکومن قرار دارد. جبال هلی‌کون نیز در همین قسمت و به عقیدهٔ یونانیان این کوه موطن نه‌تن از خدایان آن‌ها بوده.
سرزمینی که در مغرب بئوسی واقع شده، در اواخر دورهٔ آکئی‌ها مورد حملات اقوام مهاجم قرار گرفت و از این بابت زیان فراوان دید. این قسمت که فوسید نام داشت از کوه‌ها و گردنه‌های متعدّد پوشیده می‌شد، کوه پارناس که مقر آپولون خدای معروف یونان بود در همین ناحیه قرار داشت و شهر دلف که معبدی مخصوص آپولون در آن ساختند، در دامنهٔ همین کوه بنا شد. شهر عمدهٔ این سرزمین، کریسا بود و در قسمت‌های غربی فوسید که وضع جغرافیایی و موقع مناسب‌تری داشت، شهرهای پلورون و کالیدون شهرت یافتند، این دو شهر در کنار رودخانهٔ آکلوس بنا شده و در دورهٔ تاریخی بتصرّف اقوام اتولی درآمدند.
جزایر سفالونی و ایتاک و لوکاد، در مغرب، که از جزایر ایونی بودند جزء قلمروی یونان مرکزی محسوب می‌شدند و در دوره‌های قدیم تمدّن درخشانی داشتند.

## یونان شمالی
دنبالهٔ کوه‌های مرکزی در شمال نیز امتداد یافته، در مشرق این کوه‌ها قطعه خاک میان کوه‌های اوتا و دریا به وجود آورده که معبر معروف ترموپیل در آن قرار دارد. درهٔ رودخانه اسپرکیوس در این ناحیه واقع شده؛ در طرف شمال، جبال پند از شمال به جنوب کشیده شده و در مشرق این کوه جلگهٔ حاصل‌خیز وسیع و زیبای تسالی قرار گرفته‌است؛ رودخانهٔ پنه در این سرزمین جاری است که کوه‌های المپ و اوسا و پلیون را قطع کرده به دریا می‌ریزد، این رودخانه در مسیر خود درّهٔ عظیم و هولناکی را به وجود آورده که از لحاظ دفاعی اهمیّت خاصی دارد و مانند تنگهٔ کرنت و ترموپیل در طول تاریخ نقش مهمّی به عهده داشته‌است، رشتهٔ شمالی المپ مرتفع‌ترین کوه‌های یونان محسوب می‌شود و مرز شمالی یونان را تشکیل می‌دهد.
قسمت غربی کوه‌های پند که اپیر خوانده می‌شد، به عکس تسالی ناحیه‌ای نامساعد بود ولی با این حال معبد معروف ژوپیتر و جنگل انبوهی که از زمزمهٔ برگ درختان آن پیشگویی‌ها می‌شد در شهر دودن یکی از شهرهای همین ناحیه قرار داشت. همچنین جزیرهٔ کورسیر ضمیمهٔ ناحیهٔ اپیر و دارای تمدّن تقریباً درخشانی بوده.

## دریای اژه
جزایر بیشمار این دریا ارتباط میان آسیا و اروپا محسوب می‌شدند. 

### جزیرهٔ کرت

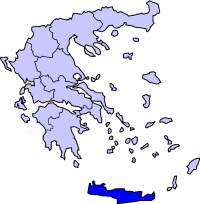
جزیرهٔ کرت

این جزیره که حد جنوبی دریای اژه بود و جنگل‌های فراوان داشت، پایتخت آن کنوسوس و پادشاه معروف آن مینوس می‌باشد، در دوره آکئی این جزیره قدرت زیادی داشت ولی در دوره تاریخی از شهرت این جزیره کاسته شد. جزیره رودس که کرت را به نواحی جنوب غربی آسیای کوچک ارتباط می‌داد در این قسمت قرار دارد.